# Poua de Sant Jeroni

Les Poues, respecte del terme de Castellcir

La Poua de Sant Jeroni, també anomenada Poua de les Berengueres II, i, en alguns mapes, les Poues, és una poua, o pous de glaç, del terme municipal de Castellcir, al Moianès.
Està situada a la zona septentrional del terme, a migdia de la masia de les Berengueres, a prop de l'extrem sud-occidental de la Solella de les Berengueres, a l'esquerra de la Riera de Santa Coloma, en el vessant nord del turó on hi ha la masia de Sant Jeroni. La Baga de la Poua de Sant Jeroni té el seu extrem nord a les Poues.
La denominació en plural és perquè inclou la propera Poua de les Berengueres i, fins i tot, la Bassa de les Berengueres (o del Bac), totes elles a la mateixa zona.
És un pou de glaç de planta cilíndrica força ben conservada. Fa 6,7 metres de fondària, i conserva la volta i tots els murs laterals. Una rampa delimitada per murs de pedra seca en permet l'accés, i té dues obertures, una cap al nord i l'altra cap al sud, amb pedres llindes que les tanquen. Se'n situa la construcció entre el segle xvi i el xix.
Entre els segles xvii i XX, es feia glaç aprofitant les obagues i l'aigua de les rieres, entre elles la de Castellcir, per vendre'l a Castellterçol, Moià i Barcelona. El transport es feia a la nit en carruatges de tir animal.

## Etimologia
Rep els dos noms amb què se la coneix per la proximitat de les dues masies: Sant Jeroni, a migdia i damunt de la poua, i les Berengueres al nord.